# Oldřich Vašíček
Oldřich Alfons Vašíček (* 3. Juni 1941 in Prag) ist ein tschechischer Mathematiker. Er beschäftigt sich vor allem mit quantitativer Finanzanalyse.  
Vašíček studierte Mathematik an der Technischen Universität Prag und wurde 1968 an der Karls-Universität promoviert. Nach dem Einmarsch der Warschauer-Pakt-Staaten in die ČSSR flüchtete er in die USA, wo er eine Stelle bei Wells Fargo antrat. Dort arbeitete er zusammen mit William F. Sharpe, Myron S. Scholes, Fischer Black und Robert C. Merton, wodurch er sich für die Optionspreistheorie zu interessieren begann. Er entwickelte anhand dieser Theorie ein Optionspreismodell als Insolvenzprognoseverfahren mittels der erwarteten Ausfallrate. Zusammen mit Stephen Kealhofer und John McQuown gründete er das Unternehmen KMV, welches sie 2002 an Moody’s verkauften und aus dem Moody’s Analytics hervorgegangen ist.
Vašíček publizierte 1977 seine grundlegende Arbeit zur Dynamik der Zinsstrukturkurve im Journal of Financial Economics. Das Vasicek-Modell ist nach ihm benannt.
Die International Association for Quantitative Finance ehrte Oldřich Vašíček 2004, zwei Jahre nachdem er von der Fachzeitschrift Risk mit einem „Lifetime Achievement Award“ ausgezeichnet wurde.

## Werke
- Oldrich Alfons Vasicek, Robert C. Merton: Finance, economics and mathematics. Wiley, Hoboken, New Jersey 2015, ISBN 978-1-119-12220-3 (englisch).